# Monnina arbutus
Monnina arbutus är en jungfrulinsväxtart som beskrevs av Chod.. Monnina arbutus ingår i släktet Monnina och familjen jungfrulinsväxter. Inga underarter finns listade i Catalogue of Life.